# Земная, Наталья
Ната́лья Земна́я (настоящее имя: Наталья Петровна Зубицкая, в девичестве: Ющенко); род. 5 января 1942, с. Крехаев Черниговской области, Украина) — известный украинский деятель альтернативной медицины — «травник», целительница, создатель «Общества природолечения „Зелёная планета“».

## Биография и образование
Родилась 5 января 1942 года в с. Крехаев, Черниговская область УССР. По собственным утверждениям, первые знания о лечении травами получила от матери и бабушки.
Была замужем за Данилом Никифоровичем Зубицким (*1924 — †2003), также целителем; на протяжении семи лет (с 1991 по 1998) работала в «Аптеке народных лекарств» («Аптека народних ліків»), где собственноручно изготовляла народные средства, занимала должности консультанта, а затем — заготовщика лекарственных трав и заведующей. К сожалению методы лечения Зубицкой не были подтверждены ни одним научным исследованием.
Наталья Земная руководит сетью аптек «Зелёная планета» и Обществом природолечения, принимает больных в разных регионах Украины, публикует различные статьи и популярные издания на Украине и за её границами. Издала также несколько сборников поэзии; совместно с Г. Смыком перевела на украинский книгу болгарских травников Д. Памукова и Х. Ахтарджиева «Аптека живой природы» («Аптека живої природи» — К.:"Урожай", 1991.), в которой идет речь о наиболее популярных в Болгарии лекарственных растениях.

## Деятельность в СМИ
С 1993 г. на украинском радио выходит авторская программа Натальи Земной «Зелёная планета», а до 2008 года выходила её передача «Семья — крепость моя» («Сім’я — фортеця моя»). В 2008 году стал издаваться её еженедельник — газета «Зелёная планета». В 2009 году возобновился выпуск ежемесячного авторского журнала Земной «Золоцвит. Библиотечка», в котором публикуются рецепты траволечения, рассказывается о профилактике и лечении разнообразных болезней.
С 2009 года Наталья Земная ведет авторскую рубрику «На здоровье» (На здоров’я) в передаче «Знак качества» («Знак якості») и принимает участие в ток-шоу «Знахари», которые выходят на украинском телеканале «Интер». Регулярно транслируются программы с участием целительницы на региональных телеканалах, в частности «Дневник здоровья» («Щоденник здоров’я») на черкасском ТРК "ВІККА" и — в прямом эфире — «Позвоните доктору» на канале «Мариупольское телевидение».

## Политическая деятельность

логотип партии «Зеленая планета»

В 2005 году Наталья Земная основала партию «Зеленая планета» («Зелена планета»). В программе партии основное внимание отводится решению социальных и экологических вопросов. На выборах народных депутатов в Верховную Раду Украины 26 марта 2006 года партия «Зеленая планета» набрала 0,38 % голосов, за неё проголосовали 96 734 украинца.

## Награды
В 1997 году Указом Президента Украины Наталья Земная была награждена орденом «За заслуги» III степени за весомый личный вклад в экономическое, научно-техническое и социально-культурное развитие Украины.
Целительскую и просветительскую деятельность Натальи Земной высоко оценила Украинская Православная Церковь Киевского Патриархата, наградив её орденом Святого Равноапостольного князя Владимира III степени (2002 г.).